# Mineral (Band)
Mineral ist eine 1994 gegründete Emoband aus Austin. Sie löste sich im Jahr 1998 auf und fand knapp siebzehn Jahre später, im Jahr 2014 wieder zusammen.

## Geschichte
Gegründet wurde die Band im Jahr 1994 in Houston, Texas durch den Sänger Chris Simpson, dem Gitarristen Scott McCarver, dem Bassisten Jeremy Gomez und dem Schlagzeuger Gabriel Wiley. Kurz nach der Gründung zog die Band nach Austin um. Alle Musiker waren individuell bei Interscope Records unter Vertrag.
Im Januar des Jahres 1997 wurde das Debütalbum The Power of Failing über Crank! Records veröffentlicht, dass vom Rolling Stone in die Liste der 40 einflussreichsten Alben des Emo aufgenommen wurde. Knapp eineinhalb Jahre später folgte die Veröffentlichung des zweiten Albums EndSerenading, ebenfalls via Crank! Records.
Nachdem sich die Band im Jahr 1998 aufgelöst hatte, widmeten sich die Musiker diversen anderen Musikprojekten: So spielten Chris Simpson und Jeremy Gomez bei The Gloria Record, während Gabriel Wiley und Scott McCarver bei Imbroco aktiv waren. Weitere musikalische Nebenprojekte der Musiker waren Zookeeper, Pop Unknown, Kissing Chaos und Pretty the Quick Black Eyes.
Seit April 2014 fungiert Mineral wieder als aktive Band. Im Mai des Jahres 2017 beschuldigte die Band den US-amerikanischen Rapper Lil Peep, unerlaubterweise Samples des Liedes LoveLetterTypewriter aus dem 1998 veröffentlichten Album EndSerenading für sein eigenes Lied Hollywood Dreaming verwendet zu haben. Lil Peep entgegnete der Anschuldigung, dass er der Band lediglich seine Zuneigung für ihre Musik zeigen wollte.

## Musik
Mineral wird als typische Emoband beschrieben, welche allerdings aus Einflüsse des Indie-Rock, Post-Rock und Alternative Rock in ihrer Musik verarbeite. Als musikalische Vergleiche werden The Catherine Wheel, Sugar, Swervedriver, Buffalo Tom, Dinosaur Jr., Superchunk und Rocket from the Crypt herangezogen.
Gekennzeichnet ist die Musik durch ihre Leise-Laut-Struktur, die mit melodischem Gesang und instrumentalen Bridges kombiniert wird. Die Band galt als Inspirationsquelle für einige Rockbands in den 1990- und 2000er-Jahren.

## Diskografie
- 1997: The Power of Failing (Album, Crank! Records)
- 1998: EndSerenading (Album, Crank! Records)